# Бердзенишвили, Тенгиз Тенгизович
Тенги́з Тенгизович Бердзенишви́ли (груз. თენგიზ თენგიზოვიჩ ბერძენიშვილი; 19 июля 1975, Пицунда) — грузинский военнослужащий, младший лейтенант Вооружённых сил Украины, участник российско-украинской войны. Герой Украины (2025).

## Биография
Родился 19 июля 1975 года в городе Пицунда Гагрского района Абхазской АССР. В 1991 году, в связи с вооружённым конфликтом в Абхазии, его семья переехала в Украину, на родину матери, и поселилась в Полтавской области.
С 2014 года принимал участие в Революции достоинства и АТО на востоке Украины. С началом полномасштабного российского вторжения в Украину в 2022 году продолжил службу в рядах Вооружённых сил Украины.
В апреле 2023 года командовал группой специального назначения и миномётным расчётом в боях в районе Авдеевки. Под его руководством группа участвовала в боях в районах Красногоровки и Работино.

## Награды
- Звание «Герой Украины» с вручением ордена «Золотая Звезда» (20 января 2025) — за личное мужество и героизм, проявленные в защите государственного суверенитета и территориальной целостности Украины, верность военной присяге[1].